# Najas guadalupensis
Pour les articles homonymes, voir Naïade (homonymie).
Espèce
Synonymes
Statut de conservation UICN

 LC  : Préoccupation mineure
Najas guadalupensis est une espèce de plante aquatique connue sous les noms communs nymphe des eaux du sud, herbe à guppy, herbe najas et nymphe d'eau commune.

## Répartition
Elle est originaire des Amériques, où elle est répandue. Elle est considérée comme originaire du Canada (de l'Alberta au Québec) et de la plupart des États-Unis contigus, du Mexique, de l'Amérique centrale, des Antilles et de l'Amérique du Sud. Elle a été introduite au Japon, en Israël et en Palestine.

## Description
« Najas guadalupensis » est une annuelle, poussant immergée dans des types d'habitats aquatiques tels que des étangs, des fossés et des ruisseaux. Elle produit une tige mince et ramifiée atteignant 60 à 90 centimètres de longueur maximale.
Les feuilles fines, quelque peu transparentes et flexibles mesurent jusqu'à 3 centimètres de long et seulement 1 ou 2 millimètres de large. Elles sont bordées de minuscules dents unicellulaires.
De minuscules fleurs apparaissent à l'aisselle des feuilles; Les fleurs staminée poussent vers l'extrémité de la plante et le pistil plus près de la base,.
C'est également une plante d'aquarium populaire auprès des débutants en raison de leur rusticité ainsi que de leur taux de croissance, ce qui contribue à fournir un abri aux poissons d'aquarium.